# Hanna Blomstrand
Hanna Blomstrand er en tidligere svensk professionel håndboldspiller, der også repræsenterede  Sveriges kvindehåndboldlandshold. Hun nåede at spille fem sæsoner i danske København Håndbold, men valgte i 2022, at indstille karrieren efter en længere skadeshistorik. 
Blomstrand erstattede Michaela Ek under Sommer-OL 2016 i Rio de Janeiro.